# Henry Arthur McArdle

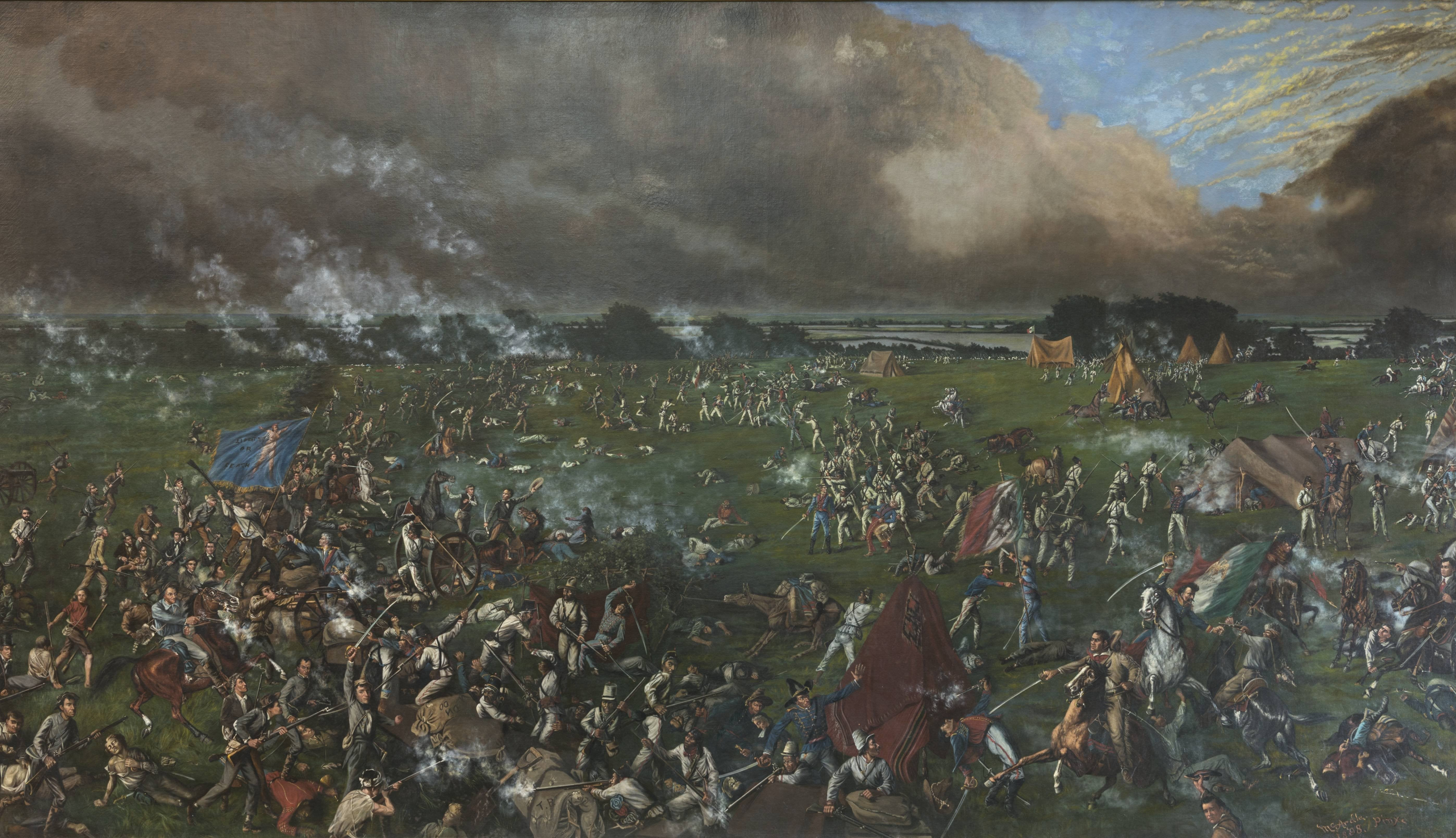
La Bataille de San Jacinto

Henry Arthur McArdle , né le 9 juin 1836 et mort le 16 février 1908, est un peintre américain d'ascendance française[Information douteuse] et irlandaise. Né à Belfast, en Irlande, il émigra à l'adolescence au Maryland, où il étudia au Maryland Institute College of Art. Pendant la guerre de Sécession, il servit de cartographe à Robert Lee. Après la guerre, il accepta un poste à l'Université Mary Hardin-Baylor (en) et déménagea avec sa récente épouse, Jennie Smith, à Independence, au Texas, où il fut aussi appelé Harry McArdle.
Après avoir déménagé au Texas, il interrogea des membres de la brigade du Texas qui avaient combattu avec Robert E. Lee à la bataille de la Wilderness pour peindre Lee à la Wilderness. En 1890, le gouverneur texan Lawrence Sullivan Ross lui commanda une peinture de Jefferson Davis pour le Capitole. McArdle déménagea à San Antonio et continua de peindre de nombreuses scènes de l'histoire du Texas.
Il est surtout connu pour sa Bataille de San Jacinto (1895), où il représente Sam Houston,, et son Dawn at the Alamo (L'Aube à Alamo), qui représente la dernière bataille et dont il acheva la première version en 1875. Cet original se trouvait dans le Capitole de l'État du Texas, mais il fut perdu lorsqu'un incendie détruisit ce bâtiment en 1881. En 1895, il acheva une autre version de la peinture où il représenta Davy Crockett, James Bowie et William B. Travis. Les deux peintures, que l'État du Texas acheta aux héritiers 19 ans après la mort du peintre, se trouvent maintenant dans la salle du Sénat du Texas.
Veuf en 1871, il épousa Isophene Lacy Dunnington. Ils eurent cinq enfants. Elle mourut le 18 juin 1907, et il la suivit dans la mort le 16 février suivant. Ils sont tous deux enterrés dans le cimetière municipal no 6 de San Antonio.

## Œuvres remarquables
Liste partielle, :
- 1872 Lee à la Wilderness
- 1875 L'Aube à Alamo
- 1905 L'Aube à Alamo
- 1875 L'Établissement de la colonie d'Austin ou La Cabane en bois rond
- 1890 Jefferson Davis
- 1895 La Bataille de San Jacinto
- Ben Milam, Calling for Volunteers